# Paulinoviridae
Paulinoviridae — семейство нитчатых бактериофагов. Инфицируют бактерий, не обладающих внешней липополисахарид-содержащей мембраной. Некоторые представители семейства способны заражать грамположительных бактерий. В частности, культивированные Paulinoviridae реплицировались на бактериях родов Thermus и Propionibacterium. Члены семейства обладают наименьшими геномами в своём классе Faserviricetes. Этим объясняется название таксона, образованного от слова paulus (лат.), что означает «маленький». По состоянию на 2025 год, семейство включает в себя 2 рода и 2 вида.